# Róbert Semeník
Róbert Semeník (* 13. ledna 1973, Veľký Krtíš, Československo) je bývalý slovenský fotbalový útočník a reprezentant. Je dvojnásobným nejlepším střelcem slovenské nejvyšší ligy, zároveň jako první hráč samostatné slovenské ligy pokořil hranici 100 vstřelených gólů (v roce 2005).
Na klubové úrovni působil mimo Slovensko v České republice, Turecku a Maďarsku. Profesionální kariéru ukončil v roce 2009 v dresu FC Nitra, poté hrával v nižších ligách na Slovensku a v Rakousku. Hrával občas i na postu libera – středního obránce.
V roce 2014 absolvoval přijímací zkoušky na práci vězeňského dozorce.

## Klubová kariéra
S profesionální kopanou začínal v roce 1991 ve svých 18 letech v klubu FK Dukla Banská Bystrica. V roce 1995 přestoupil do 1. FC Košice, následně hrál v zahraničí za Gençlerbirliği SK (Turecko), FK Teplice, FK Drnovice (oba ČR), Rába ETÖ Györ (Maďarsko). Závěr kariéry strávil na Slovensku v klubech FK Dukla Banská Bystrica a FC Nitra. Stal se nejlepším střelcem slovenské ligy v sezónách 1994/95 (18 gólů v dresu Dukly Banská Bystrica) a 1995/96 (29 gólů v dresu 1. FC Košice).
S Košicemi dvakrát získal ligový titul (1996/97, 1997/98) a zahrál si i ve skupinové fázi Ligy mistrů UEFA 1997/98 (kde Košice nastoupily proti Manchesteru United, Juventusu Turín a Feyenoordu Rotterdam). V nejvyšší slovenské lize vstřelil celkem 4 hattricky, tři v dresu Košic, jeden v dresu Dukly Banská Bystrica.
Profesionální kariéru ukončil v roce 2009 v dresu FC Nitra, následně působil 3 měsíce v nižší rakouské lize v týmu SV Karlstetten/Neidling. Poté se vrátil na Slovensko, kde hrál na amatérské úrovni za mužstva Družstevník Liptovská Štiavnica, FK Spartak Vráble, FK LAFC Lučenec a TJ Slovan Tajov. V roce 2014 oblékal dres čtvrtoligové Revúce.

### Ligová bilance
| Ročník                                   | Zápasy | Góly | Minuty | Klub                     |
| ---------------------------------------- | ------ | ---- | ------ | ------------------------ |
| 1. československá fotbalová liga 1991/92 | 10     | 0    | 472    | FK Dukla Banská Bystrica |
| 1. slovenská fotbalová liga 1993/94      | 24     | 3    | -      | FK Dukla Banská Bystrica |
| 1. slovenská fotbalová liga 1994/95      | 29     | 18   | -      | FK Dukla Banská Bystrica |
| 1. slovenská fotbalová liga 1995/96      | 32     | 29   | -      | 1. FC Košice             |
| 1. slovenská fotbalová liga 1996/97      | 22     | 9    | -      | 1. FC Košice             |
| Mars superliga 1997/98                   | 28     | 2    | -      | 1. FC Košice             |
| Mars superliga 1998/99                   | 15     | 0    | -      | 1. FC Košice             |
| Süper Lig 1998/99                        | 16     | 6    | -      | Gençlerbirliği SK        |
| Süper Lig 1999/00                        | 3      | 0    | -      | Gençlerbirliği SK        |
| Mars superliga 1999/00                   | 15     | 3    | -      | 1. FC Košice             |
| Gambrinus liga 2000/01                   | 28     | 9    | -      | FK Teplice               |
| Gambrinus liga 2001/02                   | 5      | 0    | -      | FK Teplice               |
| Gambrinus liga 2001/02                   | 3      | 0    | -      | 1. FK Drnovice           |
| Nemzeti bajnokság I 2001/02              | 15     | 4    | -      | Győri ETO FC             |
| Nemzeti bajnokság I 2002/03              | 8      | 1    | -      | Győri ETO FC             |
| Corgoň liga 2003/04                      | 32     | 15   | -      | FK Dukla Banská Bystrica |
| Corgoň liga 2004/05                      | 31     | 12   | -      | FK Dukla Banská Bystrica |
| Corgoň liga 2005/06                      | 30     | 19   | -      | FK Dukla Banská Bystrica |
| Corgoň liga 2006/07                      | 25     | 3    | -      | FK Dukla Banská Bystrica |
| Corgoň liga 2007/08                      | 15     | 2    | -      | FK Dukla Banská Bystrica |
| Corgoň liga 2007/08                      | 14     | 5    | -      | FC Nitra                 |
| Corgoň liga 2008/09                      | 3      | 0    | -      | FC Nitra                 |
| CELKEM                                   |        |      |        |                          |

## Reprezentační kariéra
Semeník debutoval v A-mužstvu Slovenska 15. 11. 1995 v kvalifikačním zápase v Košicích proti týmu Rumunska (prohra 0:2).
Celkem odehrál v letech 1995–1997 v národním týmu celkem 8 zápasů, přičemž vstřelil jeden gól. Bylo to 5. února 1997 v přátelském utkání proti domácí Kostarice, Semeník vstřelil druhý gól slovenského týmu v 74. minutě. Zápas skončil remízou 2:2.

### Reprezentační zápasy a góly
Zápasy Róberta Semeníka v A-mužstvu slovenské reprezentace
| Rok    | Zápasy | Góly |
| ------ | ------ | ---- |
| 1995   | 1      | 0    |
| 1996   | 2      | 0    |
| 1997   | 5      | 1    |
| Celkem | 8      | 1    |

Seznam gólů Róberta Semeníka v A-mužstvu slovenské reprezentace
| Gól | Datum      | Stadion                                    | Soupeř    | Skóre (min.) | Výsledek | Soutěž          |
| --- | ---------- | ------------------------------------------ | --------- | ------------ | -------- | --------------- |
| 010 | 5. 2. 1997 | Alejandro Mojera Soto, Alajuela, Kostarika | Kostarika | 0?:2 0(74.)  | 2:2      | přátelský zápas |